# Сліппері-Рок Тауншип (округ Лоуренс, Пенсільванія)
Сліппері-Рок Тауншип (англ. Slippery Rock Township) — селище (англ. township) в США, в окрузі Лоуренс штату Пенсільванія. Населення — 2913 особи (2020).

## Демографія
Згідно з переписом 2010 року, у селищі мешкали 3283 особи в 1273 домогосподарствах у складі 938 родин. Було 1400 помешкань
Расовий склад населення:
| - 99,0 % — білих - 0,2 % — чорних або афроамериканців - 0,2 % — азіатів - 0,1 % — вихідців з тихоокеанських островів |

До двох чи більше рас належало 0,6 %. Частка іспаномовних становила 0,5 % від усіх жителів.
За віковим діапазоном населення розподілялося таким чином: 23,0 % — особи молодші 18 років, 61,0 % — особи у віці 18—64 років, 16,0 % — особи у віці 65 років та старші. Медіана віку мешканця становила 43,3 року. На 100 осіб жіночої статі у селищі припадало 99,8 чоловіків;  на 100 жінок у віці від 18 років та старших — 98,2 чоловіків також старших 18 років.
Середній дохід на одне домашнє господарство  становив 63 921 долар США (медіана — 51 418), а середній дохід на одну сім'ю — 77 655 доларів (медіана — 65 395). Медіана доходів становила 45 227 доларів для чоловіків та 33 772 долари для жінок. За межею бідності перебувало 6,5 % осіб, у тому числі 6,2 % дітей у віці до 18 років та 7,0 % осіб у віці 65 років та старших.
Цивільне працевлаштоване населення становило 1688 осіб. Основні галузі зайнятості: освіта, охорона здоров'я та соціальна допомога — 24,3 %, виробництво — 17,8 %, будівництво — 12,4 %, роздрібна торгівля — 10,8 %.